# Jean-Louis Riguet
 (7 août 2025).
Le texte peut changer fréquemment, n’est peut-être pas à jour et peut manquer de recul. N’hésitez pas à participer, en veillant à citer vos sources.
Jean-Louis Riguet, né à Mirebeau le 25 mars 1947 et mort le 7 août 2025 à Orléans, est un écrivain français.

## Biographie
Jean-Louis Riguet est le fils de Louis Riguet, maître tailleur, et d'Emma Robert, couturière. Il épouse Jocelyne Vauchey en 1977 avec qui il a deux enfants, Anne-Sophie et Jean-François.
Il fait ses études au collège de Mirebeau, obtient son BEPC et commence à travailler en 1963, à l’âge de 15 ans et demi, dans un office de notaire de la ville. Il poursuit sa carrière dans le notariat, à Châteaudun en 1966, puis à Paris en 1972. Après avoir suivi des cours par correspondance, il réussit le diplôme d’aptitude aux fonctions de notaire en 1975. Entre 1983 et 1989, il est conseil juridique à Paris dans un cabinet qu’il a créé. En 1989, il est nommé notaire à Orléans où il exerce ses fonctions jusqu'en 2015 .
Pendant sa carrière, il enseigne au centre de formation professionnelle des notaires à Paris. Il est membre de la chambre des notaires du Loiret, président de la chambre des notaires du Loiret siégeant en comité mixte et vice-président du conseil régional des notaires de la cour d’appel d’Orléans.
Il écrit depuis de nombreuses années des romans, des essais et des poèmes, mais il n'est publié que depuis 2012,,. Il signe ses romans de fiction sous le pseudonyme de « Louis-Jean Teugir », anagramme de Jean-Louis Riguet. Depuis sa retraite, il réside à Saint-Hilaire-Saint-Mesmin et a envie de « noter plein de choses noir sur blanc ». Il est membre de la Société des gens de lettres avec la qualité de « sociétaire ». Il se présente comme « Écriveur d’histoires, … » sur son blog librebonimenteur.net  où il s'efforce de promouvoir l'art en général avec des rubriques gratuites concernant les auteurs et artistes peu connus.
Son ouvrage L’association des bouts de lignes, roman d’investigation fantaisiste, reçoit le prix Scriborom en 2013. Son roman historique Aristide, la butte meurtrie (Vauquois 1914-1918) obtient le prix Marie-Chantal Guilmin au Salon international du livre de Mazamet en 2015,,. Son ouvrage Récits historiques des quais d'Orléans obtient le prix Roman Terroir au Salon international du livre de Mazamet en 2018,. Certains de ses poèmes inédits sont publiés dans des revues littéraires en 2018, 2020 et 2023. En 2025, il est membre du jury du concours de nouvelles organisé par les éditions Anagnorisis.
Jean-Louis Riguet meurt le 7 août 2025 à Orléans, à l'âge de 78 ans.

## Œuvres
- 2012 : Augustin, ma bataille de Loigny, Éditions Dédicaces[18],[19],[20]. L’ouvrage est traduit aux États-Unis par le même éditeur[21]. Réédition en 2019 par les Éditions BoD[22].
- 2013 : L’association des bouts de lignes, Éditions du Masque d’Or (Prix Scriborom)[23],[24].
- 2013 : Le tambour héroïque, Le passant, Le grand canyon, Les plumes et L’Ondine et la Sylphide, cinq nouvelles publiées sur le site Scribo Masque d’Or des Éditions du Masque d’Or.
- 2014 : La vie en archives d’un petit gars, Éditions Dédicaces[25].
- 2014 : Aristide, la butte meurtrie (Vauquois 1914-1918), Éditions Dédicaces (Prix Marie-Chantal Guilmin).
- 2014 : Délire très mince, Éditions du Masque d’Or[26].
- 2015 : André dans le tumulte de 39-45, Éditions Dédicaces.
- 2015 : Lettre aux attenteurs, pamphlet dans le recueil collectif Les Mots ne sont pas des Otages, Éditions du Masque d’Or.
- 2016 : Récits historiques de l'Orléanais, Éditions du Jeu de l'Oie[27],[28],[29].
- 2016 : Le dénouement des jumeaux : bataille de Coulmiers 1870, Éditions du Masque d’Or[30].
- 2016 : Pétales éclectiques, Éditions Prem'Edit[31],[32],[33].
- 2017 : Coquecigrues par mégarde, Éditions Prem'Edit[34],[35].
- 2017 : Récits historiques des quais d'Orléans, Éditions du Jeu de l'Oie (Prix Roman Terroir)[36].
- 2017 : Éliminations pour un héritage, Éditions Librinova[37].
- 2018 : Ondes intimes, Éditions Prem'Edit[38],[39].
- 2018 : Les acrostiches en liberté, recueil collectif avec Pierre Casadei, Ursula Heraud et Krystin Vesterälen, Éditions Prem'Edit[40].
- 2018 : Le château du Rondon d'Olivet raconte son histoire de France, Éditions du Jeu de l'Oie[41],[42],[43],[44].
- 2019 : Certitudes indécises, Éditions Prem'Edit[45],[46].
- 2019 : Le baron de la disette, Éditions Carolus Sélection, sous le pseudonyme de Louis-Jean Teugir[47].
- 2020 : Le bâtard de la folie, Éditions Prem'Edit, sous le pseudonyme de Louis-Jean Teugir[48].
- 2021 : Vies cabossées, Éditions Le Lys Bleu, sous le pseudonyme de Louis-Jean Teugir[49].
- 2022 : Ainsi va la vie, Éditions Spinelle[50],[51].
- 2022 : Touches en noir et blanc, Éditions Prem'Edit[52],[53],[15].
- 2022 : Deux campagnes de Loire : Patay en Beauce 1429-1870, Éditions Complicités[54],[55],[56].
- 2023 : Le cauchemar de Chloé, Éditions Maïa, sous le pseudonyme de Louis-Jean Teugir[57].
- 2023 : Les aventures de Priscillien 1 - La cabane, livre pour enfants de 4 à 8 ans, Éditions Carolus Sélection[58].
- 2023 : Les aventures de Priscillien 2 - La butte, livre pour enfants de 4 à 8 ans, Éditions Carolus Sélection.
- 2023 : Automne 1870 en Beauce : des familles en souffrance, Éditions Complicités[59].
- 2024 : Bricemaël et la Butte des Élus, roman historique jeunesse, Éditions 7e Ciel[60].